# ديفيد إل. باين
ديفيد إل. باين (بالإنجليزية: David L. Payne)‏ هو سياسي أمريكي، ولد في 30 ديسمبر 1836 في مقاطعة غرانت في الولايات المتحدة، وتوفي في 28 نوفمبر 1884 في ولنغتون في الولايات المتحدة. انتخب عضو مجلس نواب كنساس.